# Шалкарський сільський округ (Теректинський район)
Шалка́рський сільський округ (каз. Шалқар ауылдық округі, рос. Шалкарський сельский округ) — адміністративна одиниця у складі Теректинського району Західноказахстанської області Казахстану. Адміністративний центр — село Сариомір.
Населення — 1482 особи (2021; 1782 у 2009, 2069 у 1999, 1921 у 1989).
Станом на 1989 рік існувала Октябрська сільська рада (села Октябр, Сариумір, Челкар) Чапаєвського району.

## Склад
До складу округу входять такі населені пункти:
| Населений пункт | Старі назви | Населення, осіб (1989) | Населення, осіб (1999) | Населення, осіб (2009) | Населення, осіб (2021) |
| --------------- | ----------- | ---------------------- | ---------------------- | ---------------------- | ---------------------- |
| Дуана, село     | Октябр      | 544                    | 588                    | 344                    | 113                    |
| Сариомір, село  | Сариумір    | 1159                   | 1224                   | 1252                   | 1249                   |
| Шалкар, село    | Челкар      | 218                    | 257                    | 186                    | 120                    |